# Palazzo Arlotta

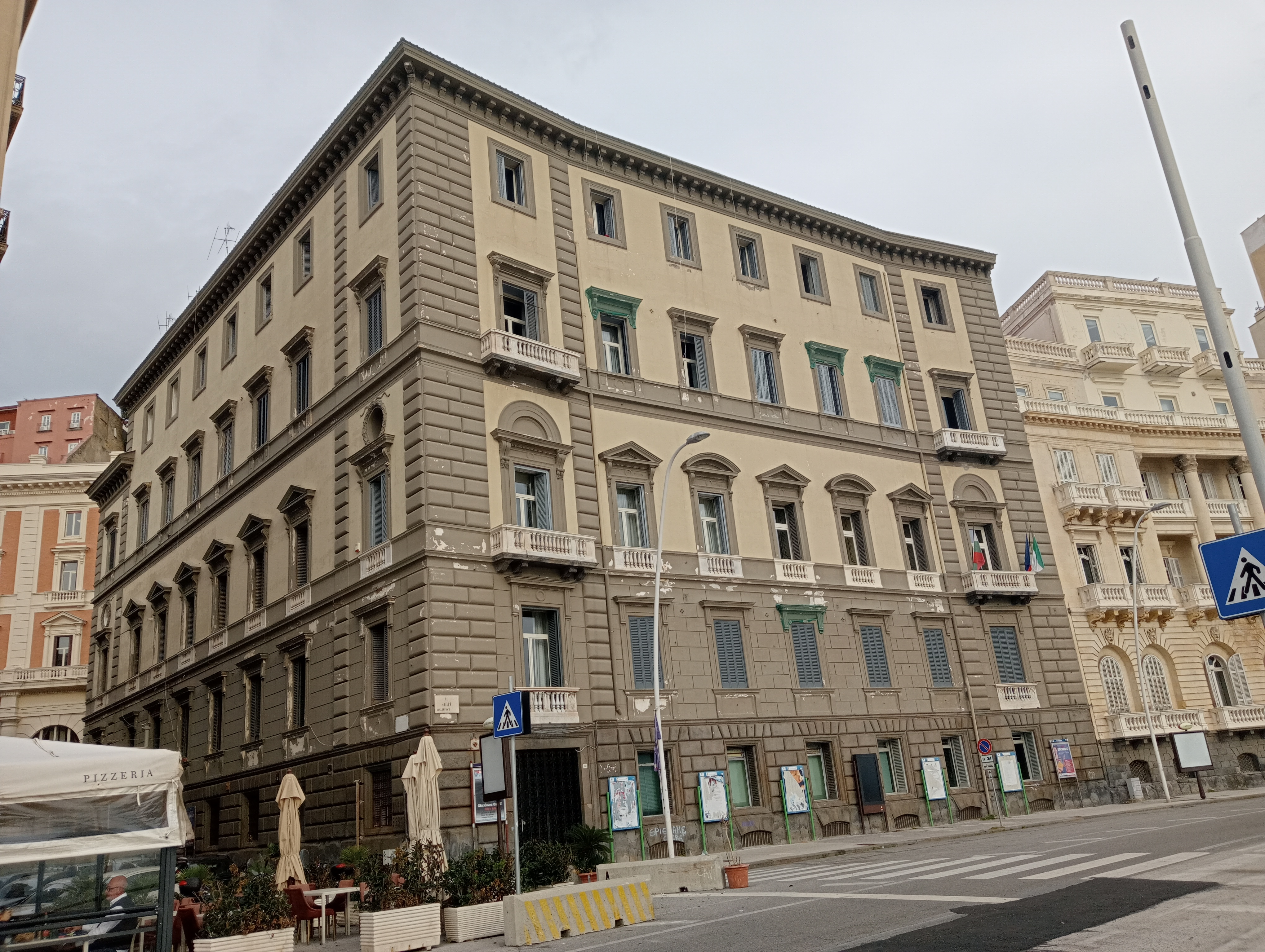
Palazzo Arlotta in Neapel: Fassade zur Via Partenope

Der Palazzo Arlotta ist ein Palast aus dem 19. Jahrhundert im Viertel San Ferdinando von Neapel in der italienischen Region Kampanien. Er liegt an der Via Chiatamone, 63.

## Geschichte und Beschreibung
Der Palast wurde in den 1870er-Jahren erbaut (in dem Jahrzehnt, in dem mit der Aufschüttung der Küstenstraße im Viertel Chiaia begonnen wurde), und zwar von einem unbekannten Architekten und im Auftrag der reichen Banker- und Unternehmerfamilie Arlotta.
Er zeigt sich als strenges Gebäude im Stile der Neurenaissance mit fünf Stockwerken (Erdgeschoss, Zwischengeschoss und drei Obergeschosse) und einem Sockel in glattem Bossenwerk. Er hat ein vorspringendes, dekoratives Traufgesims über dem obersten Geschoss und ein Eingangsportal an der Via Chiatamone (und nicht an der Via Partenope). Der kurze Empfangssalon mit der Repräsentationstreppe, verziert mit einer fein ausgearbeiteten Balustrade aus Marmor, führt zu einem isolierten, halbrunden Innenhof, der von Veranden umgeben ist. Das erste Obergeschoss, das in vielen Sälen Verzierungen im eklektischen Stil des Malers Rinaldo Casanova aus Bologna (lange aktiv zwischen Neapel und Bari) trägt, beherbergt das Istituto di Cultura Meridionale (dt.: Institut für südliche Kultur); die Räumlichkeiten in den anderen Stockwerken dienen Wohn- und professionellen Studienzwecken.